# Bunium
Bunium L., 1753 è un genere di piante angiosperme della famiglia delle Apiacee.

## Tassonomia
Il genere comprende le seguenti specie:
- Bunium allioides Bani, Pimenov & Adıgüzel
- Bunium alpinum Waldst. & Kit.
- Bunium atlanticum (Maire) Dobignard
- Bunium avromanum (Boiss. & Hausskn.) Drude
- Bunium balearicum (Sennen) Mateo & López Udias
- Bunium bourgaei (Boiss.) Freyn & Sint.
- Bunium brachyactis (Post) H.Wolff
- Bunium brevifolium Lowe
- Bunium bulbocastanum L.
- Bunium chabertii (Batt.) Batt.
- Bunium cornigerum (Boiss. & Hausskn.) Drude
- Bunium crassifolium (Batt.) Batt.
- Bunium elatum (Batt.) Batt.
- Bunium elegans (Fenzl) Freyn
- Bunium ferulaceum Sm.
- Bunium fontanesii (Pers.) Maire
- Bunium hermonis (Post) Kljuykov
- Bunium luristanicum Rech.f.
- Bunium macuca Boiss.
- Bunium microcarpum (Boiss.) Freyn & Bornm.
- Bunium nothum (C.B.Clarke) P.K.Mukh.
- Bunium nudum (Post) H.Wolff
- Bunium pachypodum P.W.Ball
- Bunium paucifolium DC.
- Bunium pestalozzae Boiss.
- Bunium pinnatifolium Kljuykov
- Bunium rectangulum Boiss. & Hausskn.
- Bunium sancakense Yıld. & Kılıç
- Bunium sayae Yıld.
- Bunium scabrellum Korovin
- Bunium sivasicum M.Çelik & Bağcı
- Bunium tenerum Hausskn.
- Bunium verruculosum C.C.Towns.